# Rainier Fog
Rainier Fog è il sesto album in studio del gruppo musicale statunitense Alice in Chains, pubblicato il 24 agosto 2018 dalla BMG Rights Management.
Il titolo è stato ispirato da Mount Rainier, un vulcano che si affaccia sull'area metropolitana di Seattle-Tacoma, e la title track è un tributo alla scena musicale di Seattle.

## Tracce
1. The One You Know – 4:49 (Jerry Cantrell)
2. Rainier Fog – 5:01 (Jerry Cantrell)
3. Red Giant – 5:25 (Jerry Cantrell, Mike Inez, Sean Kinney)
4. Fly – 5:18 (Jerry Cantrell, Sean Kinney)
5. Drone – 6:30 (Jerry Cantrell, Mike Inez, Sean Kinney)
6. Deaf Ears Blind Eyes – 4:44 (Jerry Cantrell)
7. Maybe – 5:36 (Jerry Cantrell)
8. So Far Under – 4:33 (William DuVall)
9. Never Fade – 4:40 (DuVall, Jerry Cantrell)
10. All I Am – 7:15 (Jerry Cantrell)

## Formazione
- Jerry Cantrell – chitarra, voce
- William DuVall – chitarra, voce
- Mike Inez – basso, cori
- Sean Kinney – batteria, percussioni